# Luis Jiménez (football)
Pour les articles homonymes, voir Luis Jiménez et Jiménez.
Luis Antonio Jiménez Garcés, né le 17 juin 1984 à Santiago, est un footballeur international chilien. Il évolue au poste de milieu offensif au CD Palestino.

## Biographie
En mars 2021, près de dix ans après sa dernière cape avec le Chili, Jiménez est convoqué par le nouveau sélectionneur Martín Lasarte. Le 26 mars, âgé de 36 ans, il est titulaire à la pointe de l'attaque contre la Bolivie en amical et marque un but lors d'un succès 2-1. Jiménez bat ainsi le record d'écart entre deux buts en sélection chilienne, sa dernière réalisation remontant à juin 2005, soit à plus de quinze ans.

## Palmarès
- Champion d'Italie en 2008 et en 2009 avec l'Inter Milan
- Supercoupe d'Italie en 2008 avec l'Inter Milan